# Vertaizon
Vertaizon település Franciaországban, Puy-de-Dôme megyében. Lakosainak száma 3442 fő (2022. január 1.). Vertaizon Beauregard-l’Évêque, Bouzel, Chauriat, Pont-du-Château, Vassel és Mur-sur-Allier községekkel határos.

## Népesség
A település népessége az elmúlt években az alábbi módon változott:
| Lakosok száma | 3207 | 3280 | 3241 | 3187 | 3184 | 3258 | 3301 | 3358 | 3442 |
|               | 2013 | 2015 | 2016 | 2017 | 2018 | 2019 | 2020 | 2021 | 2022 |